# Enrique David Díaz
Enrique David Díaz Velázquez (Salto, Uruguay, 4 de septiembre de 1982) es un ex futbolista y actual entrenador uruguayo nacionalizado boliviano. Jugaba de defensor. Actualmente es asistente de Julio César Baldivieso en el Club Always Ready.

## Clubes

### Como jugador
| Club                    | País      | Año         |
| ----------------------- | --------- | ----------- |
| CA Progreso             | Uruguay   | 2002        |
| Salto FC                | Uruguay   | 2003        |
| Atlético Mexiquense     | México    | 2004 - 2005 |
| Cerrito                 | Uruguay   | 2005 - 2006 |
| Bella Vista             | Uruguay   | 2007 - 2008 |
| Kitchee SC              | Hong Kong | 2008 - 2009 |
| Zamora FC               | Venezuela | 2010        |
| Blooming                | Bolivia   | 2011 - 2013 |
| San José                | Bolivia   | 2014        |
| Wilstermann             | Bolivia   | 2014 - 2018 |
| Aurora                  | Bolivia   | 2019-2020   |
| Independiente Petrolero | Bolivia   | 2021        |
| Real Tomayapo           | Bolivia   | 2022        |
| Independiente Petrolero | Bolivia   | 2022 - 2024 |

### Como entrenador
| Club                             | País    | Año               |
| -------------------------------- | ------- | ----------------- |
| Always Ready (Asistente técnico) | Bolivia | 2025 - Actualidad |

## Palmarés
| Título                     | Club                    | País      | Año  |
| -------------------------- | ----------------------- | --------- | ---- |
| Hong Kong Community Shield | Kitchee SC              | Hong Kong | 2009 |
| Torneo Clausura            | Wilstermann             | Bolivia   | 2016 |
| Torneo Apertura            | Wilstermann             | Bolivia   | 2018 |
| Primera División           | Independiente Petrolero | Bolivia   | 2021 |